# Dejan Nemec
Dejan Nemec (Muraszombat, 1977. március 1. –), szlovén válogatott labdarúgókapus.
A szlovén válogatott tagjaként részt vett a 2000-es Európa-bajnokságon és a 2002-es világbajnokságon.

## Sikerei, díjai
Club Brugge
- Belga bajnok (1): 2002–03
- Belga kupagyőztes (1): 2001–02

Domžale
- Szlovén bajnok (2): 2006–07, 2007–08